# 린창쭤
린창쭤(중국어 정체자: 林昶佐, 백화자: Lîm Chhióng-chò, 병음: Lín Chǎngzuǒ 림창좌[*], Freddy Lim 프레디 림[*])는 대만의 정치인, 가수, 작사가, 독립운동가이다. 밴드 Chthonic의 리드 보컬이자 시대역량의 창당 위원이다. 2010년부터 2014년까지 국제사면위원회 타이완 지부의 대표를 지냈다. 2016년 중화민국 입법위원 선거에 시대역량 소속으로 출마하여 입법위원에 당선되었다.

## 생애
린창쭤는 중고등학생 시절 중화사상적인 교과서의 영향으로 중국의 재통일을 지지했다. 1995년, 그가 자신의 본성인 정체성을 인식하던 시기에 밴드 Chthonic을 결성했다.
2015년 1월, 린창쭤는 시대역량을 창당했다. 다음달 그는 2016년 중화민국 입법위원 선거 출마를 선언했다. 원래는 중국국민당이 의석을 차지하고 있던 다안구 선거구에 출마를 하였으나, 몇주 후 민주진보당소속 후보자에게 선거구를 양보하고 중정구와 완화구의 선거구에 출마하였다. 민주진보당은 린창쭤를 지지하기 위해 해당 선거구에는 후보자를 내지 않았다. 그는 49.25%의 득표율로 국민당의 린위팡 후보를 누르고 당선되었다.

## 역대 선거 결과
| 선거명                        | 직책명   | 선거구                 | 대수 | 정당     | 득표율 | 득표수   | 결과 | 당락 |
| ----------------------------- | -------- | ---------------------- | ---- | -------- | ------ | -------- | ---- | ---- |
| 2016년 중화민국 입법위원 선거 | 입법위원 | 타이베이시 제 5 선거구 | 9대  | 시대역량 | 49.52% | 82,650표 | 1위  | 당선 |
| 2020년 중화민국 입법위원 선거 | 입법위원 | 타이베이시 제 5 선거구 | 10대 | 무소속   | 44.91% | 81,853표 | 1위  | 당선 |

## 정치적 입장
린창쭤는 사형제 폐지, 동성혼과 대마초 합법화를 주장한다.